# Willy Michaux
Willy Michaux (Antwerpen, 21 juli 1913 - Deurne, 22 oktober 2002) was een Belgische wielrenner demi-fond.
Michaux trainde in het begin van zijn carrière met René Vermandel op de motor, als gangmaker, in het stayeren op de wielerpiste.
Hij won zijn eerste grote wedstrijd in 1934 tijdens het Nationaal Belgisch Kampioenschap op de weg. Hij neemt deel aan zeer veel koersen, in het bijzonder de Grote Prijs van Zottegem in 1935, waar hij 9de eindigt.
Zijn professionele carrière begint echter pas in 1937 in de Belgische ploeg van "L'Express".
Hij rijdt als individuele renner tot 1954. In totaal behaalt hij 7 overwinningen in de Nationale Belgische Kampioenschappen van : 1934, 1939, 1940, 1943, 1944, 1945 en 1947. Hij eindigt ook 2de in diezelfde kampioenschappen van 1937, 1948, 1949, 1951, 1953 en 1954.
In 1947 eindigde hij 5de op het Championnat du monde de demi-fond in Parijs.
Op 22 oktober 2002 overleed hij op 89-jarige leeftijd in een rusthuis te Deurne Noord, Antwerpen.